# Hitomi Kanehara
Hitomi Kanehara  (Japans: 金原ひとみ, Kanehara Hitomi) (Tokio, 8 augustus 1983) is een Japanse noveliste.
Hitomi Kanehara is de dochter van Kanehara Mizuhito, professor literatuur en vertaler van jeugdboeken. Kanehara stopte met school op 15-jarige leeftijd om zich volledig op het schrijven te richten.
In 2003 won Kanehara de Subaru-prijs voor haar novelle Hebi ni Piasu (Slangen en piercings). In datzelfde jaar won ze met deze novelle tevens de Akutagawaprijs, een van de meest prestigieuze literaire prijzen in Japan. Hierdoor werd ze samen met Risa Wataya de jongste persoon ooit die deze prijs in ontvangst mocht nemen.